# Memorial de Gusen

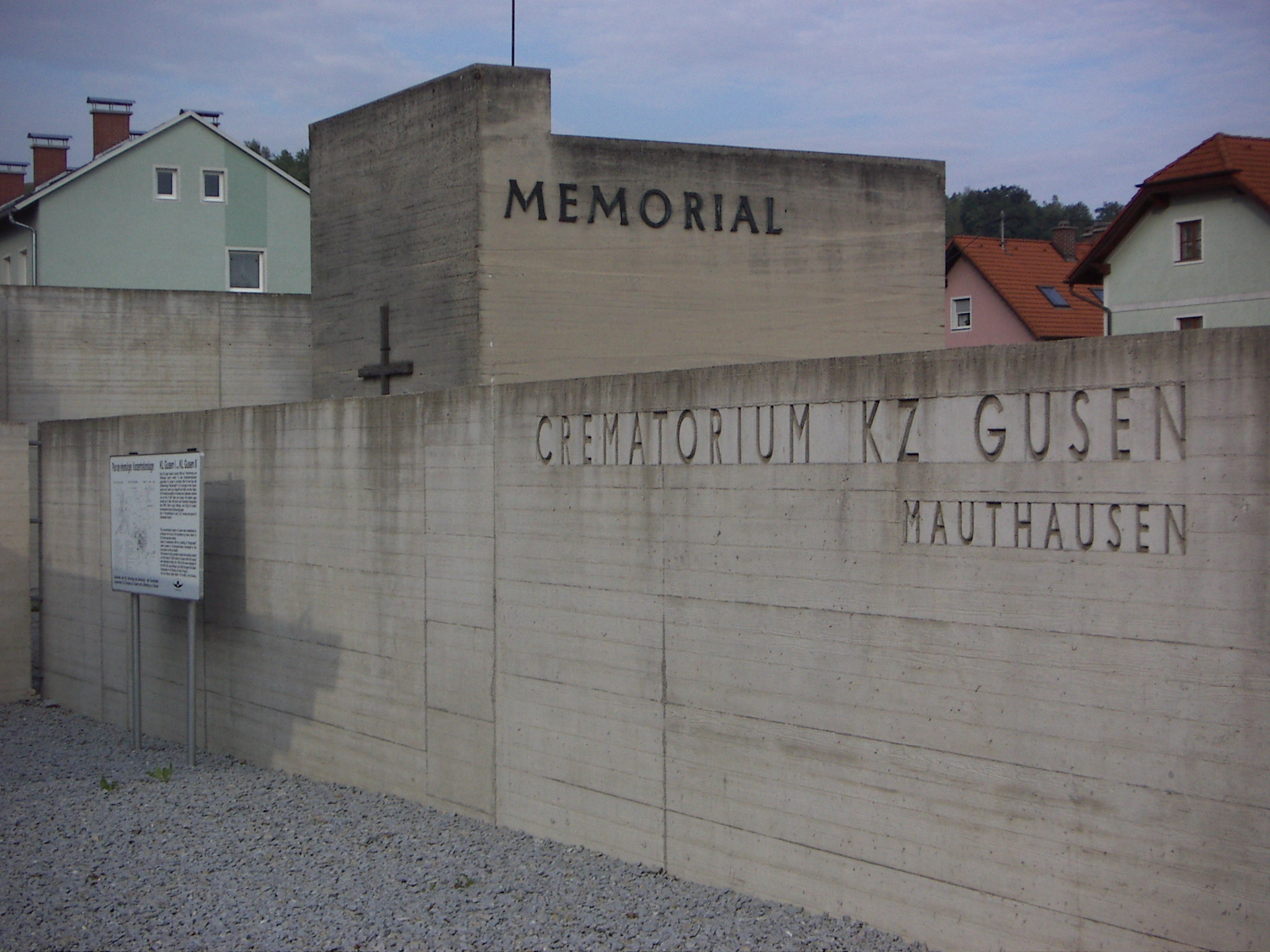
Memorial Crematorium KZ Gusen

El Memorial de Gusen es uno de los memoriales más importantes de Austria. Se levantó entre los años 1961 a 1965 gracias al diseño realizado por el famoso grupo de arquitectos BBPR de la ciudad de Milán sobre los restos que aún perduraban del crematorio del  Campo de Concentración Gusen I gracias a la iniciativa privada de supervivientes del  Campo de Concentración Gusen I, del  Campo de Concentración Gusen II y del  Campo de Concentración Gusen III originarios de Italia, Francia y Bélgica y de diversas donaciones.
El Memorial consiste en un cubo construido en torno de uno de los antiguos hornos crematorios. Se levanta muy cerca de uno de los edificios que perduran hoy día, la trituradora de piedra de Granitwerke Mauthausen, manteniendo así el recuerdo de la dimensión industrial de la destrucción mediante el trabajo de los prisioneros de los campos de concentración. Dentro del cubo hay una enorme cantidad de placas conmemorativas en recuerdo de muchas de las víctimas de KZ Gusen. El cubo contiene un “patio” en el que puede leerse en placas escritas en varios idiomas que en Gusen murieron más de 37 000 personas y el hecho de que “el campo más terrible del sistema Mauthausen” estuvo instalado en aquel lugar.

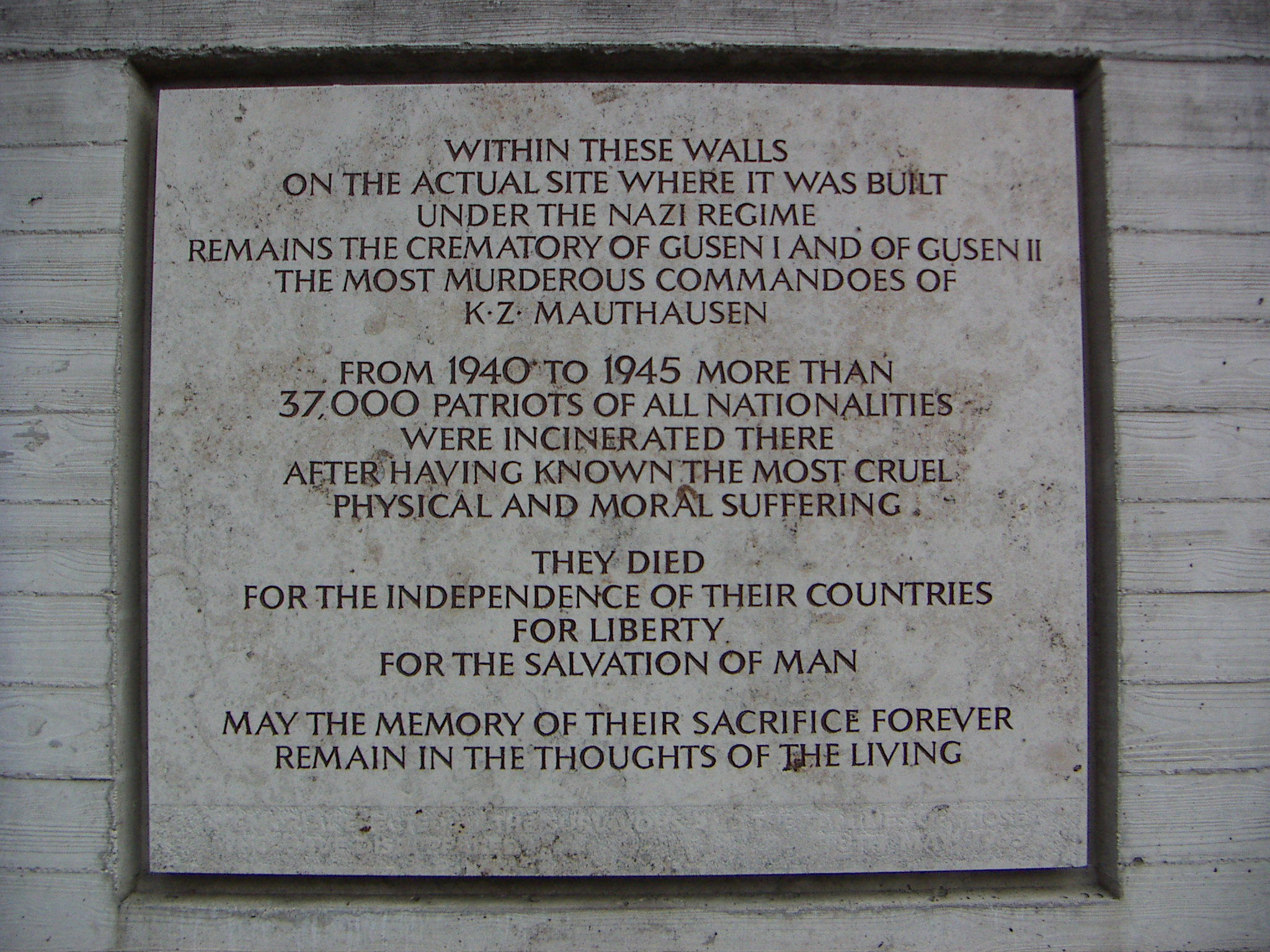
Inscripciones en diferentes idiomas conmemoran a las víctimas del Campo de Concentración Gusen.

En recuerdo de las grandes fábricas subterráneas de armamento instaladas en la zona y donde los prisioneros trabajaban como esclavos ("B8 Bergkristall” y “Kellerbau”) la entrada al Memorial no es directa, sino que se hace a través de un pequeño laberinto, que recibe el nombre de “el último camino de los mártires” y que recuerda a aquella inmensa red de túneles, construidos como el Memorial, con hormigón armado en lugar de granito. La idea original del Memorial era hacerla accesible solamente mediante un paso bajo tierra, pero el plan se abandonó en aras de la simplificación.

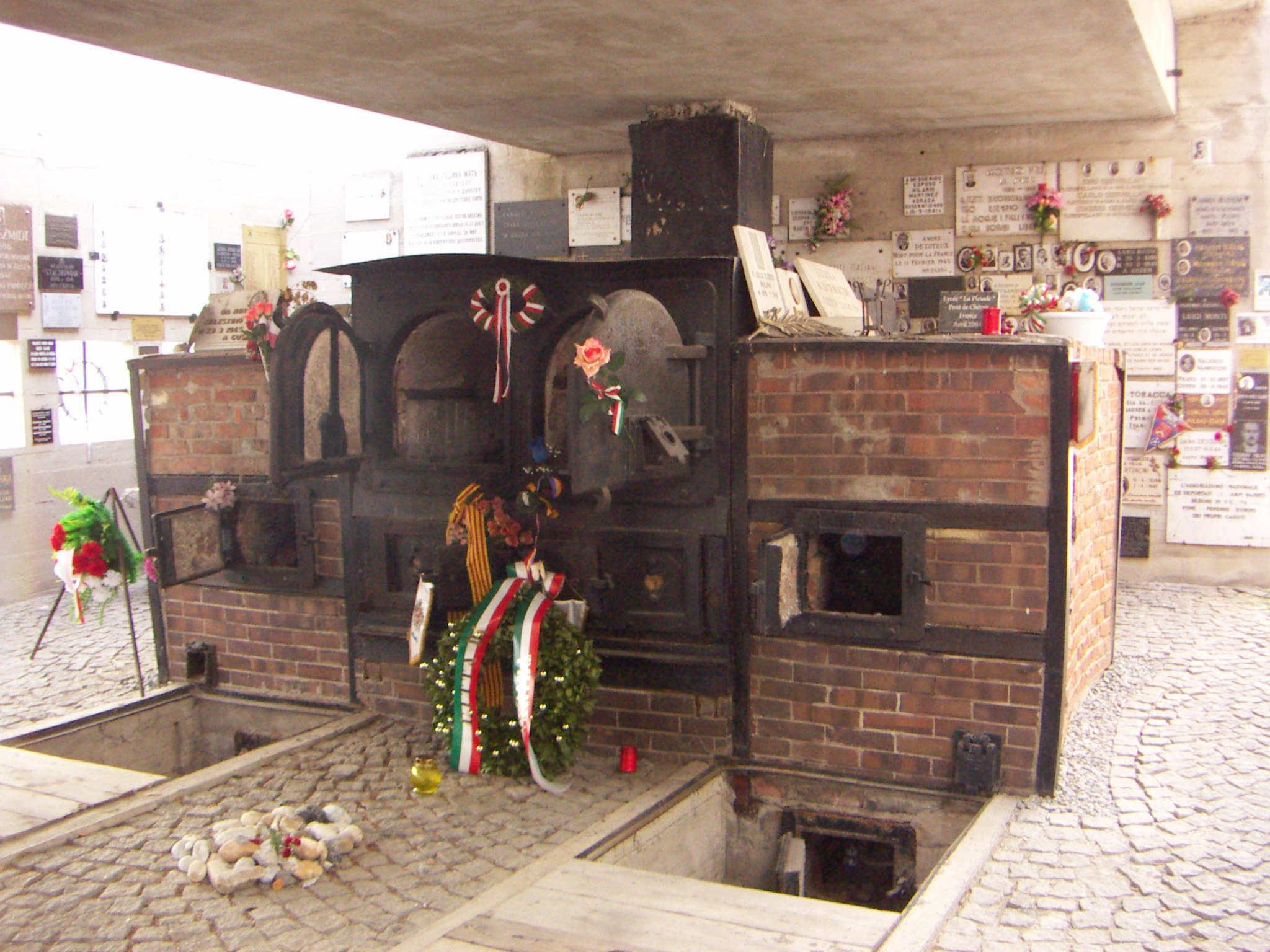
El antiguo horno crematorio en el núcleo del Memorial

 En la entrada al laberinto hay un recordatorio en honor de un sacerdote de Alta Austria torturado hasta la muerte en Gusen I, el Dr. Johann Gruber, “Papa Gruber”, donde cada 5 de mayo tiene lugar una ceremonia religiosa en su recuerdo. Tal día como ese en 1945 Louis_Häfliger, del CICR, llegó hasta los prisioneros de KZ Gusen y KZ Mauthausen precipitando los hechos que desembocaron en su liberación. En la propia plaza frente al Memorial se encuentra un plano a gran escala de los antiguos campos de concentración KZ Gusen I y KZ Gusen II. Muy cerca puede verse una lápida que donó uno de los libertadores americanos en 2005 en honor de quienes “dieron sus vidas durante el Holocausto por la libertad de Europa”.
El Memorial de Gusen fue transferido por el "Comité Memorial de Gusen" al Ministerio Federal del Interior de la República de Austria en 1997, que lo restauró en 2001. Desde 2004 existe un centro de visitantes a instancias del Comité Memorial de Gusen ubicado al norte del Memorial donde se muestra una exposición permanente sobre la historia de los campos de concentración de Gusen.

## Publicaciones
- Amicale de Mauthausen: Bulletin d´Amicale de Mauthausen No. 102 - No. 121. Paris, 1962 - 1965.
- Teo Ducci: Opere di architetti italiani - IN MEMORIA DELLA DEPORTAZIONE. Edizioni Gabriele Mazzotta. Milano, 1997. S. 22-25. ISBN 88-202-1224-2

## Enlaces
- http://www.gusen.org/gumem01x.htm (engl.)
- ORF – Am Schauplatz: Die letzten Zeugen. Wohnen im KZ. (enlace roto disponible en Internet Archive; véase el historial, la primera versión y la última). Emisión del 22 de octubre de 2010 en tv.ORF.at. Comprobada por última vez el 23 de octubre de 2010

- Datos: Q1645842
- Multimedia: Memorial Gusen / Q1645842